# قره بوك
مدينة قره بوك هي عاصمة محافظة قره بوك تقع في شمال تركيا ويبلغ تعداد سكانها حوالي 100,749 نسمة.

## المناخ
يظهر الجدول التالي التغييرات المناخية على مدار السنة لقره بوك:
| البيانات المناخية لـقره بوك                  | البيانات المناخية لـقره بوك | البيانات المناخية لـقره بوك | البيانات المناخية لـقره بوك | البيانات المناخية لـقره بوك | البيانات المناخية لـقره بوك | البيانات المناخية لـقره بوك | البيانات المناخية لـقره بوك | البيانات المناخية لـقره بوك | البيانات المناخية لـقره بوك | البيانات المناخية لـقره بوك | البيانات المناخية لـقره بوك | البيانات المناخية لـقره بوك | البيانات المناخية لـقره بوك |
| الشهر                                        | يناير                       | فبراير                      | مارس                        | أبريل                       | مايو                        | يونيو                       | يوليو                       | أغسطس                       | سبتمبر                      | أكتوبر                      | نوفمبر                      | ديسمبر                      | المعدل السنوي               |
| -------------------------------------------- | --------------------------- | --------------------------- | --------------------------- | --------------------------- | --------------------------- | --------------------------- | --------------------------- | --------------------------- | --------------------------- | --------------------------- | --------------------------- | --------------------------- | --------------------------- |
| الدرجة القصوى °م (°ف)                        | 22.1 (71.8)                 | 24.8 (76.6)                 | 32.5 (90.5)                 | 34.9 (94.8)                 | 38.8 (101.8)                | 40.6 (105.1)                | 44.0 (111.2)                | 44.1 (111.4)                | 40.8 (105.4)                | 37.2 (99.0)                 | 27.0 (80.6)                 | 23.7 (74.7)                 | 44.1 (111.4)                |
| متوسط درجة الحرارة الكبرى °م (°ف)            | 7.4 (45.3)                  | 10.4 (50.7)                 | 14.8 (58.6)                 | 20.3 (68.5)                 | 25.5 (77.9)                 | 29.0 (84.2)                 | 32.3 (90.1)                 | 32.5 (90.5)                 | 28.3 (82.9)                 | 21.9 (71.4)                 | 14.4 (57.9)                 | 8.8 (47.8)                  | 20.5 (68.8)                 |
| المتوسط اليومي °م (°ف)                       | 2.9 (37.2)                  | 4.7 (40.5)                  | 8.0 (46.4)                  | 12.8 (55.0)                 | 17.5 (63.5)                 | 21.0 (69.8)                 | 24.0 (75.2)                 | 23.7 (74.7)                 | 19.5 (67.1)                 | 14.2 (57.6)                 | 8.3 (46.9)                  | 4.3 (39.7)                  | 13.4 (56.1)                 |
| متوسط درجة الحرارة الصغرى °م (°ف)            | −0.5 (31.1)                 | 0.4 (32.7)                  | 2.7 (36.9)                  | 6.8 (44.2)                  | 10.7 (51.3)                 | 13.8 (56.8)                 | 16.5 (61.7)                 | 16.4 (61.5)                 | 12.7 (54.9)                 | 8.7 (47.7)                  | 3.7 (38.7)                  | 0.9 (33.6)                  | 7.7 (45.9)                  |
| أدنى درجة حرارة °م (°ف)                      | −15.1 (4.8)                 | −14.2 (6.4)                 | −9.2 (15.4)                 | −5.8 (21.6)                 | 0.1 (32.2)                  | 4.6 (40.3)                  | 8.9 (48.0)                  | 8.9 (48.0)                  | 3.4 (38.1)                  | −3.1 (26.4)                 | −6.4 (20.5)                 | −12.0 (10.4)                | −15.1 (4.8)                 |
| الهطول مم (إنش)                              | 51.9 (2.04)                 | 33.9 (1.33)                 | 43.9 (1.73)                 | 50.6 (1.99)                 | 56.0 (2.20)                 | 49.1 (1.93)                 | 25.2 (0.99)                 | 24.1 (0.95)                 | 29.7 (1.17)                 | 40.2 (1.58)                 | 34.1 (1.34)                 | 51.0 (2.01)                 | 489.7 (19.26)               |
| متوسط الأيام الممطرة                         | 12.1                        | 10.7                        | 11.6                        | 11.8                        | 11.7                        | 8.9                         | 5.3                         | 4.7                         | 5.8                         | 8.2                         | 9.4                         | 11.7                        | 111.9                       |
| المصدر: Turkish State Meteorological Service |                             |                             |                             |                             |                             |                             |                             |                             |                             |                             |                             |                             |                             |

## أعلام
- بكيزة أوزجان
- حسن إيبك
- علي أرجوشقن
- ميرت غونوك
- عثمان قهوجي